# I Dream
I Dream è una serie britannica per ragazzi del 2004. Andata in onda in Italia dal 2 gennaio 2007 su Disney Channel ed in seguito replicata su RaiSat Smash Girls, canali della piattaforma satellitare SKY.

## Descrizione
Anche se britannica, l'intera serie è stata girata dalle parti di Barcellona (Spagna) in un "fantomatico" college.
La serie racconta le vicende di Felix, Ollie, Khush, Natalie e Amy durante il loro stage estivo nella prestigiosa scuola di musica Avalon Heights.
Un membro del cast, George Wood, ha definito lo show "la versione moderna di Fame".

## Personaggi principali
- Felix (Matt Di Angelo): adora fare il dj alla radio, ha un rapporto contrastato con Patrick a causa della loro somiglianza caratteriale, ed è innamorato di Amy, anche se non ha mai il coraggio di rivelarsi alla ragazza se non con un unico bacio.
- Amy (Rachel Hyde-Harvey): Aspirante pianista, è la voce più potente della scuola, è però scontrosa e poco disposta a collaborare con i compagni perché è convinta di poter fare sempre tutto a modo suo e da sola. Non va d'accordo con Natalie ed è attratta da Felix, che bacia nell'ultimo episodio.
- Khush (Helen Kurup): inizialmente timida e impacciata, saprà farsi forza ed incoraggiare gli amici nelle situazioni più difficili.
- Ollie (George Wood): figlio di una coppia molto ricca, ritiene di essere trascurato dai genitori che pensano troppo a loro stessi e poco a lui.
- Natalie (Lorna Want): giocatrice di tennis, è molto presuntuosa e si dedica sempre al suo look; non va d'accordo con Amy.
- Calvin (Calvin Goldspink): migliore amico di Jay, ha una passione per la chitarra e come Jay all'inizio è infatuato di Natalie, ma grazie a Felix entrambi capiscono che li sta usando.
- Jay (Jay Asforis): migliore amico di Calvin, ha un carattere abbastanza tranquillo ma non riesce mai a dire di no alle persone.
- Frankie (Frankie Sandford): amica di Daisy, anche lei non sopporta le manie da diva di Natalie.
- Daisy (Daisy Evans): amica di Frankie, nel corso della serie ha un'allergia verso un profumo di Frankie. Brava nel ballo.
- Rochelle (Rochelle Wiseman): Molto indisponente ma comunque sta bene con tutti.
- Aaron (Aaron Renfree): amico di Jay e Calvin, non ama le situazioni particolarmente imbarazzanti, aiuta Khush in un video, ed è molto gentile.
- Stacey (Stacey McClean): amica e compagna di stanza di Frankie, cerca di far andare d'accordo Natalie e Amy con cui forma il gruppo delle "donne donne donne".
- Hannah (Hannah Richings): studentessa che appare poche volte.
- Professor Toone (Christopher Lloyd): preside della scuola ed insegnante di musica e, come dice lui, di tre cose.
- Patrick (Wayne Morris): insegnante di recitazione, è un tipo severo e molto preciso.
- Analie: (Rachel Hale): figlia di Toone e insegnante di ballo.

## Altri personaggi
- Magnus: vuole cantare insieme a Jay e Calvin, ma è abbastanza incapace.
- Lollie (Laila Rouass): si spaccia come futura moglie di Toone, in realtà vuole sposarlo soltanto per attingere al suo patrimonio.

## Curiosità
Una delle protagoniste, Rachel Hyde-Harvey, ha riscosso molto successo anche per la sua collaborazione nella band punk rock "Corby", poi "Steel Rose". Navigando su internet è ben notabile che l'attrice Rachel Hyde-Harvey è molto famosa soprattutto in Francia; infatti molti blog di ragazze francesi parlano di Amy come la loro eroina e la band "Corby" è veramente eccezionale secondo loro.
È anche la cantante della band rock "Glitch Code".

## Episodi
La serie conta soltanto una stagione.
| Stagione       | Episodi | Prima TV originale | Prima TV Italia |
| -------------- | ------- | ------------------ | --------------- |
| Prima stagione | 13      | 2004               | 2007            |

## CD (Welcome to Avalon Heights)
Il Cd ufficiale di I Dream contiene le canzoni più belle della serie.
Welcome to Avalon Heights è l'album realizzato dallo show. Le canzoni sono cantate dall'intero cast, compreso il popolare gruppo pop S Club 8. La maggior parte delle canzoni è interpretata da Matt Di Angelo, Calvin Goldspink, Rachel Hyde-Harvey, Helen Kurup, Frankie Sandford, Lorna Want e George Wood. Molti fans del gruppo S Club 8 hanno ritenuto ciò un'ingiustizia verso gli altri sei membri della band.
La sigla "Dreaming" è stata realizzata prima della pubblicazione dell'album. "Welcome to Avalon Heights" e "Waste your Time on me" sono state cantate in vari show della BBC per la promozione dell'album.
1. Welcome To Avalon Heights
2. Dreaming
3. Beautiful Thing
4. Open Up My Heart
5. Our Life
6. Waste Your Time On Me
7. Goodbye Radio
8. Sunshine
9. Back Off
10. Can I Trust You
11. Don't Steal Our Sunshine
12. Say It's Alright
13. I Want You Around
14. I Dream

## Canzoni
- Episodio 1 - "Welcome to Avalon Heights" (Prof. Toone and I Dreamers), "Why Me?" (I Dreamers), "Why Me?" (Reprise) (Ollie)
- Episodio 2 - "Beautiful Thing" (Jay And Calvin), "Can I Trust You?" (Felix and Amy)
- Episodio 3 - "Waste Your Time On Me" (Natalie), "Take Me As I Am" (Khush)
- Episodio 4 - "Make A Change" (Prof. Toone, Frankie & Calvin), "I'm Here" (Ollie)
- Episodio 5 - "I'm Not Coming With You" (Khush), "Goodbye Radio" (Felix)
- Episodio 6 - "You're A Star" (Natalie), "Don't Steal Our Sunshine" (Frankie & Calvin)
- Episodio 7 - "Sunshine" (Ollie), "Been There" (Calvin)
- Episodio 8 - "Show Me The Stage" (Aaron, Calvin & Jay), "Our Life" (Natalie, Stacey & Amy)
- Episodio 9 - "I Dream" (Amy), "Back Off" (Jay)
- Episodio 10 - "Open Up My Heart" (Felix & Amy)
- Episodio 11 - "Here Comes Summer" (Calvin), "All Of The Above" (Felix)
- Episodio 12 - "Higher" (Ollie), "Say It's Alright" (Ollie)
- Episodio 13 - "Be My Lollie" (Prof. Toone & Lollie Das), "I Want You" (Prof. Toone and I Dreamers), "I Want You Around" (Felix and Amy)
- Theme - "Dreaming" (Frankie & Calvin)

## Theme Tune e Soundtrack
La sigla dello show, Dreaming, è cantata da due membri della band S Club 8, Frankie e Calvin ed è stata realizzata come singolo il 15 novembre 2004. È entrata al 19º posto nella Official Singles Chart. Il 29 novembre 2004 è stato realizzato l'album ufficiale di I Dream dal titolo "Welcome to Avalon Heights", che è entrato al 133º posto nella Official Albums Chart già nella prima settimana. L'album "Welcome to Avalon Heights" ha venduto 432,899 copie nel mondo fino all'agosto 2008 ottenendo un gran favore di pubblico specialmente in Stati Uniti e Francia, nelle quali lo show è un cult. Il singolo "Dreaming" ha venduto oltre 1,268,081 copie fino all'agosto 2008.
Solo 14 delle 27 canzoni fanno parte dell'album della serie.